# Evasió a Mckenzie
Evasió a Mckenzie (títol original en anglès: The McKenzie Break) és una pel·lícula britànica de Lamont Johnson estrenada el 1970. Ha estat doblada al català.

## Argument
Durant la Segona Guerra Mundial, presoners de guerra alemanys internats en un camp a Escòcia intenten evadir-se.

## Repartiment
- Brian Keith: Capità Jack Connor
- Helmut Griem: Willi Schlüter
- Ian Hendry: Major Perry
- Jack Watson: Major general Ben Kerr
- Patrick O'Connell: Sergent Major Cox
- Horst Janson: Tinent Neuchl
- Alexander Allerson: Tinent Wolff
- John Abineri: Hauptmann Kranz
- Constantine Gregory: Tinent Hall
- Tom Kempinski: Tinent Schmidt
- Eric Allan: Tinent Hochbauer
- Caroline Mortimer: Sergent Bell
- Mary Larkin: Caporal Jean Watt
- Gregg Palmer: Tinent Berger
- Michael Sheard: Unger
- Ingo Mogendorf: Tinent Fullgrabe